# Sistema cristalino monoclínico

Relação entre os eixos no sistema monoclínico

O sistema cristalino monoclínico é um sistema cristalino que se caracteriza por três eixos cristalográficos de comprimentos diferentes. Os ângulos α e γ têm 90º e o ângulo β, um valor diferente deste. Tem um eixo de rotação binário, um plano reflexo e um ponto de inversão.
Este sistema permite 13 grupos espaciais. Os cristais deste sistema em geral apresentam apenas um eixo de simetria binário, ou um único plano de simetria, ou a combinação de ambos.
São monoclínicas 30,8% das espécies minerais, sendo este o sistema com maior número de minerais. Exemplos de minerais monoclínicos são a jadeíta, o espodumênio, o ortoclásio, o talco e o euclásio.